# Ora di Changbai
L'ora di Changbai era un fuso orario esistito nella Repubblica di Cina tra 1912 e 1949.
Corrispondeva all'ora solare media alla longitudine 127 ° 30' E, cioè 8 ore e 30 minuti in anticipo rispetto al GMT. Doveva il suo nome ai monti Changbai che segnano parte della frontiera tra Cina e Corea.
La Repubblica di Cina divise il paese nel 1912 in cinque fusi orari (GMT+5:30, GMT+6, GMT+7, GMT+8 e GMT+8:30). L'ora di Changbai, la più orientale, interessava le divisioni amministrative seguenti:
- provincia di Heilungkiang (oggi parte del Heilongjiang);
- provincia di Hokiang (oggi parte del Heilongjiang);
- provincia di Kirin (oggi parte del Jilin);
- provincia di Nunkiang (oggi parte del Jilin);
- provincia di Sungkiang (oggi parte del Jilin);
- provincia di Antung (oggi parte del Liaoning).

Dopo la guerra civile cinese, nel 1949, il partito comunista prese il controllo della Cina continentale e il governo della Repubblica di Cina fu esiliato a Taiwan. La Repubblica popolare cinese stabilì il fuso orario unico GMT+8 (oggi UTC+8) per tutto il paese.